# Прато-ди-Джовеллина
Прато-ди-Джовеллина (фр. Prato-di-Giovellina, корс. U Pratu di Ghjuvellina) — коммуна во Франции, находится в регионе Корсика. Департамент коммуны — Верхняя Корсика. Входит в состав кантона Голо-Морозалья. Округ коммуны — Корте.
Код INSEE коммуны — 2B248.

## Население
Население коммуны на 2008 год составляло 53 человека.
| 1962 | 1968 | 1975 | 1982 | 1990 | 1999 | 2008 |
| ---- | ---- | ---- | ---- | ---- | ---- | ---- |
| 41   | 57   | 54   | 47   | 39   | 40   | 53   |

## Экономика

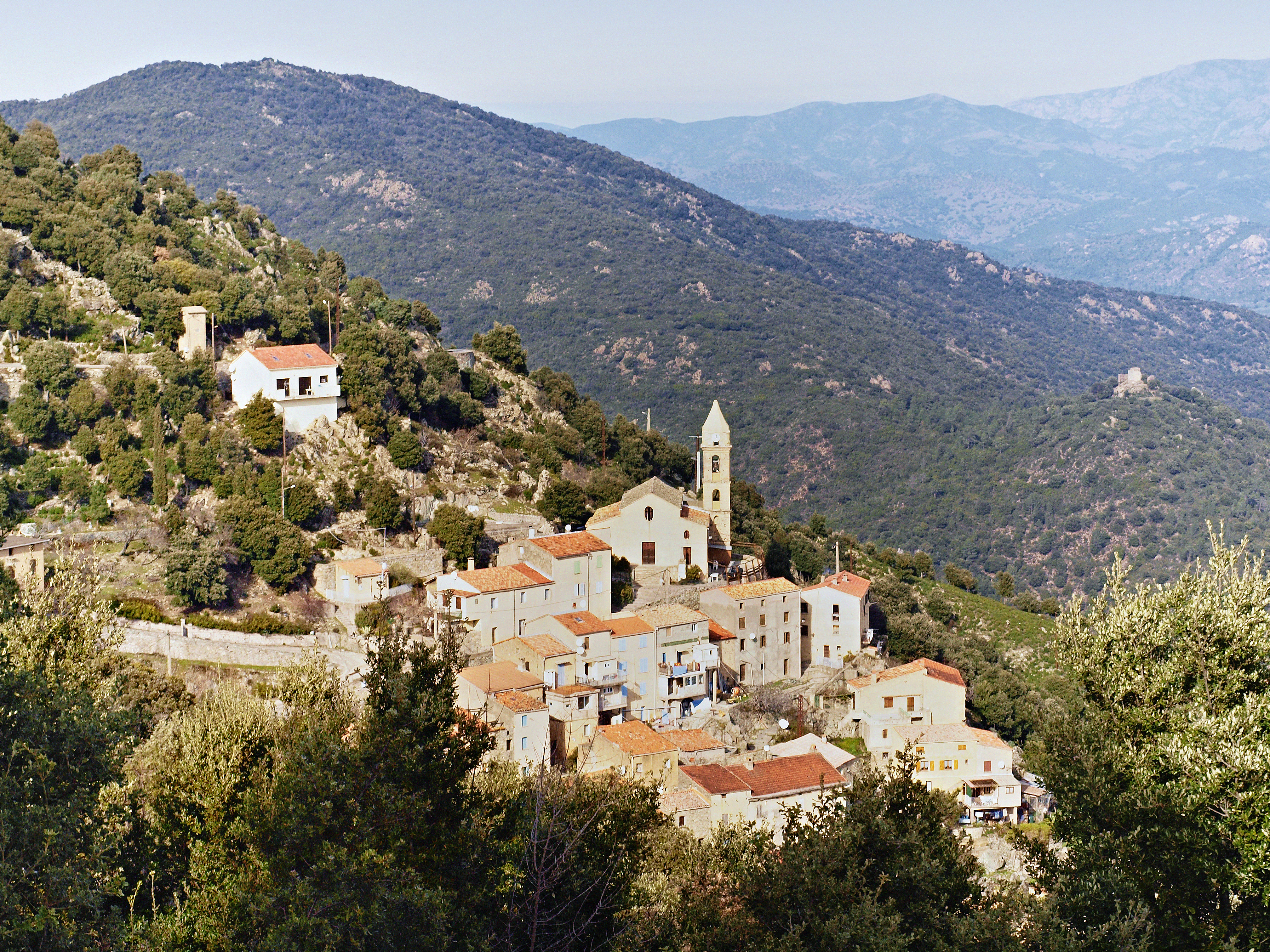
Прато-ди-Джовеллина

В 2007 году среди 34 человек в трудоспособном возрасте (15—64 лет) 23 были экономически активными, 11 — неактивными (показатель активности — 67,6 %, в 1999 году было 83,3 %). Из 23 активных работали 19 человек (16 мужчин и 3 женщины), безработных было 4 (1 мужчина и 3 женщины). Среди 11 неактивных 3 человека были учениками или студентами, 5 — пенсионерами, 3 были неактивными по другим причинам.